# Bronisław Grzebień
Bronisław Grzebień (ur. 20 września 1886 w Chojnicach, zm. ?) – podpułkownik piechoty Wojska Polskiego, kawaler Orderu Virtuti Militari.

## Życiorys
Urodził się 20 września 1886 w Chojnicach, jako syn Wincentego. 
Do Wojska Polskiego został przyjęty z byłej armii niemieckiej. W czasie wojny z bolszewikami walczył w szeregach 45 Pułku Piechoty Strzelców Kresowych dowodząc I batalionem. W 1921 był przydzielony do Centrum Wyszkolenia Dowództwa Okręgu Generalnego Lwów. 3 maja 1922 został zweryfikowany w stopniu majora ze starszeństwem z 1 czerwca 1919 i 503. lokatą w korpusie oficerów piechoty. W latach 1922–1923 ponownie dowodził I batalionem 45 pp. W 1924 był przydzielony do Baonu Szkolnego Piechoty Nr 2 na stanowisko dowódcy. W październiku 1926 został przeniesiony do 19 Pułku Piechoty we Lwowie na stanowisko dowódcy I batalionu. W maju 1927 został przesunięty na stanowisko kwatermistrza. 26 stycznia 1928 został mianowany podpułkownikiem ze starszeństwem z 1 stycznia 1928 i 62. lokatą w korpusie oficerów piechoty. W kwietniu tego roku został przeniesiony do 4 Pułku Piechoty Legionów w Kielcach na stanowisko zastępcy dowódcy pułku. W październiku 1931 został przydzielony do Powiatowej Komendy Uzupełnień Kielce w celu odbycia praktyki poborowej. W marcu 1932 został przeniesiony do Powiatowej Komendy Uzupełnień Zawiercie na stanowisko komendanta. Z dniem 30 września 1934 został przeniesiony w stan spoczynku.

## Ordery i odznaczenia
- Krzyż Srebrny Orderu Wojskowego Virtuti Militari (13 kwietnia 1921)[15][16]
- Krzyż Niepodległości (8 listopada 1937)[17]
- Krzyż Walecznych (czterokrotnie)[18]
- Złoty Krzyż Zasługi[18]